# Niv Misgav
Niv David Misgav (in ebraico ניב דוד משגב‎?; Kfar Vradim, 25 luglio 1995) è un cestista israeliano.

## Palmarès
- Campionato israeliano: 1

Hapoel Holon: 2021-22
- Lega Balcanica: 1

Hapoel Holon: 2020-21